# Central Group
Central Group of Companies (Thai: กลุ่มเซ็นทรัล) o Central Holding è una conglomerata thailandese che opera nelle aree di attività promozionali, immobiliare, vendita al dettaglio, ospitalità e ristorazione. Tra le aziende facenti parte del gruppo ci sono Central Pattana e la Central Retail Corporation.

## Sussidiarie maggiori

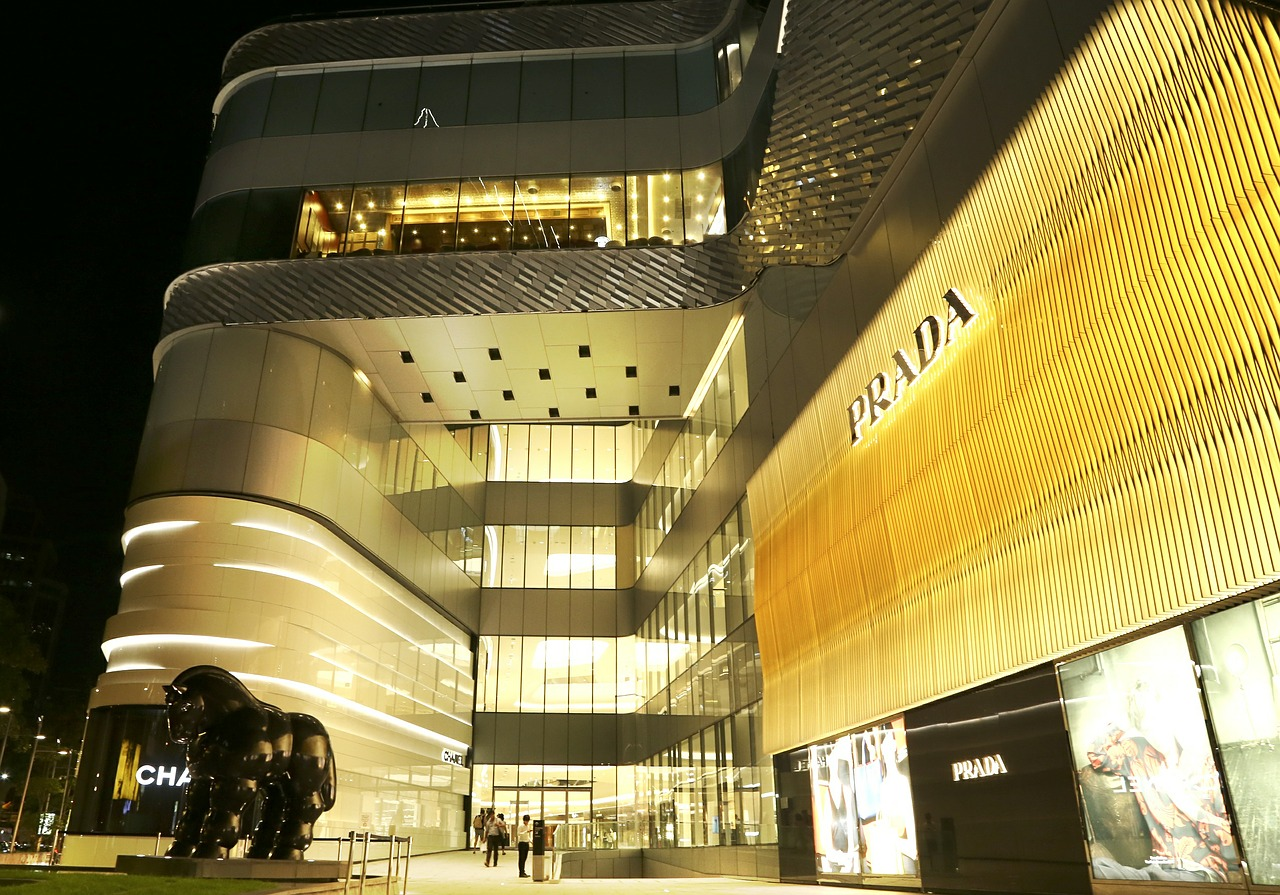
Central Embassy, Pathum Wan, Bangkok

- CPN (Central Pattana) sviluppo di proprietà immobiliari e gestione di centri commerciali: CentralPlaza, CentralFestival e CentralWorld.[1]
- CDG (Central Department Store Group), nome legale "Central Retail Corporation" (CRC) opera con negozi e grandi magazzini: Central Department Store, Robinson Department Store, Central Embassy, ZEN, CRC Sports, Rinascente, ILLUM, Alsterhaus, KaDeWe e Oberpollinger.[2]
- CHR (Centara Hotel and Resort) opera con più di 40 hotel e resort e residenze private in Thailandia, Vietnam, Indonesia, Maldives e Sri Lanka.[3]
- CRG (Central Restaurant Group) franchise di ristorazione in Thailandia: Mister Donut, KFC, Auntie Anne's, Pepper Lunch, Chabuton, Coldstone, Ryu Shabu Shabu, The Terrace, Yoshinoya, Ootoya, Tenya, and Katsuya.[4]
- CFG (Central Food Retail Group) offre prodotti freschi, ortofrutticoli e casalinghi in vari punti vendita tra cui Central Food Hall Archiviato il 16 agosto 2017 in Internet Archive., Tops market, Tops SUPERSTORE, Tops daily, Tops superkoom, Eathai, Central Wine Cellar, Segafredo, Tops Shop Online e FamilyMart.
- CHG (Central Hardline Group) negozi di elettrodomestici: Power Buy, Baan and Beyond, HomeWork e Thai Wassadu.[5]
- CMG (Central Marketing Group) importazioni di accessori e abbigliamento come orologi Casio, G-Shock e Mango.[6]
- COL (Central Online) libri e cartoleria. Gestisce i sistemi e-commerce del gruppo: B2S, OfficeMate (in precedenza Office Depot) e Cenergy Innovation.[7]